# Орчерд-Гілл (Джорджія)
Орчерд-Гілл (англ. Orchard Hill) — місто (англ. town) в США, в окрузі Сполдінг штату Джорджія. Населення — 219 осіб (2020).

## Географія
Орчерд-Гілл розташований за координатами 33°11′7″ пн. ш. 84°12′43″ зх. д. / 33.18528° пн. ш. 84.21194° зх. д. (33.185158, -84.212038).  За даними Бюро перепису населення США в 2010 році місто мало площу 0,93 км², з яких 0,92 км² — суходіл та 0,01 км² — водойми.

## Демографія
Згідно з переписом 2010 року, у місті мешкало 209 осіб у 86 домогосподарствах у складі 56 родин. Густота населення становила 225 осіб/км².  Було 94 помешкання (101/км²).
Расовий склад населення:
| - 80,9 % — білих - 10,5 % — чорних або афроамериканців - 0,5 % — азіатів - 7,2 % — осіб інших рас |

До двох чи більше рас належало 1,0 %. Частка іспаномовних становила 8,1 % від усіх жителів.
За віковим діапазоном населення розподілялося таким чином: 24,4 % — особи молодші 18 років, 61,7 % — особи у віці 18—64 років, 13,9 % — особи у віці 65 років та старші. Медіана віку мешканця становила 39,2 року. На 100 осіб жіночої статі у місті припадало 78,6 чоловіків;  на 100 жінок у віці від 18 років та старших — 77,5 чоловіків також старших 18 років.
Середній дохід на одне домашнє господарство  становив 35 091 долар США (медіана — 27 500), а середній дохід на одну сім'ю — 40 626 доларів (медіана — 35 455). За межею бідності перебувало 34,7 % осіб, у тому числі 40,0 % дітей у віці до 18 років та 33,3 % осіб у віці 65 років та старших.
Цивільне працевлаштоване населення становило 76 осіб. Основні галузі зайнятості: будівництво — 19,7 %, виробництво — 18,4 %, роздрібна торгівля — 14,5 %.